# Список княжеских родов Грузии
Список княжеских родов Грузии — в список включены роды, происходящие из Грузии: из Картли-Кахетинского и Имеретинского царств, а также из Гурийского, Мегрельского, Сванского и Абхазского княжеств, а также княжества Самцхе — Саатабаго.
К моменту вхождения Грузии в состав Российской империи её дворянство подразделялось на:
- дворян — азнаури, делившихся на царских, церковных и княжеских,
- князей — тавади, в свою очередь подразделявшихся на три степени.

Среди тавади можно выделить особо:
- владетелей некоторых пограничных областей — эристави,
- владетельных князей — мтавари.

При вхождении грузинских государств в состав Российской империи, азнаури как правило, приравнивались к не титулованному дворянству, а тавади, эристави и мтавари — к князьям. Тем не менее, не все из перечисленных родов были утверждены в княжеском достоинстве в Российской империи. В случае, когда представители одного рода утверждались в княжеском достоинстве раздельно, они (и их потомки), с точки зрения законов Российской империи, рассматривались как отдельные роды.
Некоторые грузинские княжеские роды — это армянские, абхазские, осетинские, греческие и иные роды, получившие титул тавади от грузинских царей.

## Список грузинских княжеских родов

### Царская династияБагратионии роды, от неё происходящие
Картлийская ветвь
князья Грузинские (потомство царя Вахтанга VI)
князья Багратионы
князья Багратиони-Мухранели (Багратион-Мухранские) князья Гочашвили
Кахетинская ветвь
светлейшие князья Грузинские (потомство царя Ираклия II)
князья Бабадиши (Бабадышевы (Багратиони-Бабадишишвили)) (потомство царя Теймураза I)
князья Багратиони-Давитишвили (Багратион-Давыдовы)
Имеретинская ветвь
светлейшие князья Багратион-Имеретинские
дворяне Багратионы
светлейшие князья Багратионы
светлейшие князья Имеретинские

### Списокмтавари(владетельных князей)
1. Князья Гуриели — владетели Гурии
2. Князья Дадешкелиани (Дадешкилиани) — владетели Сванетии
3. Князья  Гиоргобиани-(первая династия)
4. Князья Дадиани (Дадиан, Дадиановы) — первая династия
5. Князья Дадиани — вторая династия
   Светлейшие князья Мингрельские и светлейший князь Дадиан-Мингрельский — владетели Мегрелии
6. Князья Джакели — владетели Самцхе-Саатабаго
7. Князья Шервашидзе (Шарвашидзе, Чачба, Шарашия) — владетели Абхазии

### Списокэристави
1. Князья Эристави (Эристави-Арагвские, Эристовы)
2. Князья Эристави (Эристави-Ксанские, Эристовы)
3. Князья Меликишвили (Меликовы) (бывшие меликами Сомхити)
4. Князья Эристави (Эристави-Рачинские, Эристовы)
5. Князья Эристави (Эристави-Гурийские, Эристовы)

### Списоктавади
1. Князья Абамелики (Абамелек, Абымеликовы)
   Князья Абамелек-Лазаревы
2. Князья Абашидзе 
   Князья Абашидзе-Горленко
3. Князья Абхази (Абхази, Абхазишвили, Абхазовы, Анчипадзе-Абхазовы, Абхазовы-Анчабадзе)
4. Князья Авалишвили (Аваловы)
5. Князья Агиашвили
6. Князья Аматуни
7. Князья Амилахвари (Амилахваровы, Амилахори, Амилахоровы, Эмухвари)
8. Князья Амиреджиби (Амиреджибовы)
9. Князья Андроникашвили (Андрониковы)
10. Князья Анчабадзе (Ачба)
11. Князья Апакидзе
12. Князья Аргутинские-Долгорукие (Аргуташвили, Мхаргрдзели-Аргуташвили)
13. Князья Асатиани
14. Князья Асихмовани (Асихмовановы, Осихмовани), первоначально — Тулашвили
15. Князья Ахвледиани
16. Князья Бараташвили, (Баратаевы, Баратовы)
17. Князья Бебуташвили (Бебутовы)
18. Князья Бегтабегишвили (Бегтабеговы)
19. Князья Бежанидзе
20. Князья Вахвахишвили (Вахваховы)
21. Князья Вачнадзе
22. Князья Визиришвили (Визировы, Везировы)
23. Князья Габашвили (Габаевы)
24. Князья Гардапхадзе
25. Князья Гедеванишвили
26. Князья Геловани
27. Князья Гугунава
28. Князья Гурамишвили (Гурамовы)
29. Князья Гургенидзе
30. Князья Дгеубадзе
31. Князья Джавахишвили (Жеваховы, Джаваховы)
32. Князья Джаиани
33. Князья Джандиери (Джандиеришвили, Джандиеровы)
34. Князья Джапаридзе (Джапаридзевы)
35. Князья Джорджадзе
36. Князья (Дзяпш-Ипа) Зепишвили
37. Князья Диасамидзе
38. Князья Иашвили (Яшвили)
39. Князья Инал-Ипа (Иналишвили)
40. Князья Кавкасидзе (Кавкасидзевы)
41. Князья Каралашвили (Караловы, Кораловы)
42. Князья Кахаберидзе
43. Князья Квинихидзе
44. Князья Кипиани
45. Князья Кобулашвили (Кобуловы)
46. Князья Кочакидзе
47. Князья Лионидзе
48. Князья Лордкипанидзе
49. Князья Магалашвили (Магаловы, Магаладзе)
50. Князья Макашвили (Макаевы)
51. Князья Максименишвили
52. Князья Манвелашвили (Манвелишвили, Манвеловы)
53. Князья Маршания
54. Князья Мачабели (Мачабеловы)
55. Князья Мачавариани
56. Князья Мачутадзе
57. Князья Меликовы (Меликишвили)
58. Князья Микадзе
59. Князья Микеладзе
60. Князья Мусхелишвили (Мусхаловы)
61. Князья Мхеидзе (Пхеидзе, Хеция)
62. Князья Назаришвили-Туманишвили (Назаровы)
63. Князья Накашидзе
64. Князья Нижарадзе
65. Князья Орбелиани (Орбелиановы, Орбельяновы, Джамбакуриан (Джамбакур-Орбелиани, Джамбакур-Орбелиановы)
66. Князья Павленишвили (Павленовы)
67. Князья Пагава
68. Князья Палавандишвили (Палавандовы)
69. Князья Ратишвили (Ратиевы)
70. Князья Робиташвили (Робитовы)
71. Князья Русишвили (Русиевы)
72. Князья Саакадзе
73. Князья Сагинашвили (Сагиновы, Сагидзе)
74. Князья Сидамонидзе-Эристави (Сидамоновы, Сидамон-Эристовы)
75. Князья Солагашвили (Солаговы)
76. Князья Сумбаташвили (Сумбатовы)
77. Князья Тавдгиридзе
78. Князья Тактакишвили (Тактаковы)
79. Князья Тархан-Моурави (Тарханишвили, Тархан-Моуравовы, Тархановы-Моуравовы, Моуравовы)
80. Князья Туманишвили (Тумановы)
81. Князья Туркестанишвили (Туркистанишвили, Туркистановы, Туркестановы)
82. Князья Тусишвили (Тусиевы)
83. Князья Херхеулидзе (Херхеулидзевы)
84. Князья Хидирбегишвили (Хидирбеговы)
85. Князья Химшиашвили (Химшиевы)
86. Князья Ходжаминасовы
87. Князья Церетели (Цертелевы, Церетелевы)
88. Князья Цицишвили (Цициановы)
89. Князья Цулукидзе
90. Князья Чавчавадзе
91. Князья Чарквиани (княжеский род)
92. Князья Черкезишвили (Черкезовы)
93. Князья Чиджавадзе
94. Князья Чиковани
95. Князья Чичуа
96. Князья Чолокашвили (Челокаевы, Чолокаевы)
97. Князья Чхеидзе
98. Князья Чхотуа (Чкотуа)
   Князья Чхотуа (из рода Чкония)
99. Князья Шаликашвили (Шаликовы)
   Князья Катковы-Шаликовы
100. Князья Шелия
101. Князья Эмухвари